# حسام لوقا
حسام محمد لوقا (مواليد 1964) هو ضابط مخابرات سوري كبير شغل منصب مدير المخابرات العامة السورية أثناء حكم حزب البعث في سوريا . يتمتع لوقا بخبرة طويلة في مجال الخدمات الأمنية السورية، ولعب دورًا رئيسيًا في مجتمع الاستخبارات السوري، ولا سيما خلال الحرب الأهلية السورية. وهو معروف بمشاركته في عمليات أمنية واستخباراتية مختلفة داخل سوريا وشغل مناصب قيادية متعددة في أجهزة الاستخبارات في البلاد.

## سيرته
وُلِد حسام لوقا عام 1964 في بلدة خناصر في محافظة حلب لعائلة سورية شركسية. بعد حصوله على الشهادة الثانوية، التحق بالكلية العسكرية في حمص ليصبح ضابطاً عسكرياً. تخرج عام 1984 وخدم في وزارة الداخلية برتبة ملازم في حلب. تدرج في الرتب في شرطة الأمن العام ، وعندما تمت ترقيته إلى رتبة عقيد، نقل إلى إدارة الأمن السياسي، التي كان دورها محدوداً جداً مقارنة بأجهزة المخابرات الأخرى في سوريا. عمل في فرع الأمن السياسي بحلب ، حيث أصبح مسؤولاً عن فرع الأمن السياسي في عفرين ، قبل أن يتم نقله إلى دمشق، حيث شغل عدة مناصب في المدينة والريف.

## حياته المهنية
تمتد مسيرته في المخابرات السورية على مدى عقود من الزمن، وتضمنت العديد من الأدوار الرئيسية في مختلف فروع الأجهزة الأمنية السورية. قبل توليه منصبه الحالي، شغل لوقا أدوارًا قيادية في العديد من فروع الاستخبارات السورية. في عام 2004، أُرسل لوقا إلى حمص لتولي منصب نائب رئيس فرع الأمن السياسي، ثم رئيس الفرع في وقت لاحق. كما لعب دوراً حاسماً في أنشطة الاستخبارات السورية خلال الحرب الأهلية التي بدأت في عام 2011. بين عامي 2011 و2015، أدت قيادته لفروع الأمن السياسي في حمص وحماة أثناء الصراع إلى مشاركته في عمليات مكافحة التمرد، وجمع المعلومات الاستخباراتية المحلية والأجنبية، والتنسيق مع فروع الأمن السورية الأخرى. قد أثار دوره في الإشراف على الاستجابة لمجموعات المعارضة والاحتجاجات والمصالحات المحلية تدقيقًا وانتقادات كبيرة من جانب منظمات حقوق الإنسان الدولية.
بين عامي 2018 و2019، كان مديرًا لإدارة الأمن السياسي في سوريا، وهي الفرع المسؤول عن الإشراف على الأمن الداخلي والمراقبة. في عام 2019، تم تعيين حسام لوقا مديراً عاماً لإدارة المخابرات العامة، إحدى أقوى الأجهزة الأمنية في سوريا. إن إدارة المخابرات العامة، المسؤولة عن العمليات الاستخباراتية المحلية والأجنبية، تتبع القيادة السورية مباشرة وتلعب دوراً أساسياً في مراقبة نشاط المعارضة وإدارة العمليات الأمنية والتنسيق مع الحلفاء الإقليميين. بين عامي 2020 و2021، كان رئيسًا للجنة الأمنية في درعا، والتي كانت مسؤولة عن استعادة القانون والنظام في المحافظة بعد اشتباكات درعا في مارس 2020 وهجوم درعا عام 2021.
باعتباره رئيساً لإدارة المخابرات العامة، يشرف لوقا على العمليات الاستخباراتية التي تعتبر حيوية للاستقرار الداخلي في سوريا، والأمن الدبلوماسي، وجهود مكافحة الإرهاب. يعمل دوره في هذا المنصب على تعزيز مكانته كلاعب رئيسي داخل المؤسسة الاستخباراتية والعسكرية في البلاد.

## حياته الشخصية
حسام لوقا مسلم سُني من أصول شركسية. كان خاضعاً لعقوبات دولية من قبل الولايات المتحدة والاتحاد الأوروبي وكيانات أخرى بسبب تورطه المزعوم في انتهاكات حقوق الإنسان وقمع المعارضة السياسية والإجراءات التي اتخذها خلال الحرب الأهلية السورية. وعادة ما تؤدي هذه العقوبات إلى تجميد أصوله وتقييد سفره، في حين تؤكد على موقف المجتمع الدولي بشأن دوره في العمليات الاستخباراتية المثيرة للجدل في سوريا.